# Yusuf Akçiçek
Yusuf Akçiçek (25 januari 2006) is een Turkse voetballer die doorgaans als centrale verdediger speelt.

## Clubcarrière
Op 26 mei 2024 mocht hij debuteren bij het eerste elftal van Fenerbahçe. Hij viel in het slotminuut in tijdens de laatste wedstrijd van het seizoen tegen Istanbulspor. In het daaropvolgende seizoen kreeg hij kansen van trainer José Mourinho, waarmee hij een basisplaats af wist te dwingen. Begin 2025 kwam nieuws naar buiten dat hij in de belangstelling zat van clubs uit de Premier League en Ajax.

## Interlandcarrière
Yusuf Akçiçek werd voor het eerst opgeroepen voor het Turks voetbalelftal in maart 2025. Hij maakte zijn debuut in de wedstrijd tegen Hongarije op 23 maart 2025.
1 Eğribayat ·
4 Söyüncü ·
5 Yüksek ·
6 Djiku ·
8 Yandaş ·
9 Džeko  ·
10 Tadić ·
13 Fred ·
16 Müldür ·
17 Kahveci ·
18 Kostić ·
19 En-Nesyri ·
21 Osayi-Samuel ·
22 Mercan ·
23 Tosun ·
24 Oosterwolde ·
33 Carlos ·
34 Amrabat ·
37 Škriniar ·
40 Livaković ·
50 Becão ·
53 Szymański ·
54 Çetin ·
70 Aydın ·
77 Mimović ·
94 Talisca ·
95 Akçiçek ·
97 Saint-Maximin ·
Coach: Mourinho